# Primer ministro de Nueva Zelanda
El primer ministro de Nueva Zelanda (Maorí: Te pirimia o Aotearoa) es el jefe de gobierno de Nueva Zelanda. El actual primer ministro, Christopher Luxon, líder del Partido Nacional de Nueva Zelanda, asumió el cargo el 27 de noviembre de 2023.
El primer ministro (informalmente abreviado como PM) ocupa el cargo de ministro de gobierno más importante. Es responsable de presidir las reuniones del Gabinete; asignar puestos a ministros dentro del gobierno; actuar como portavoz del gobierno; y proporcionar asesoramiento al soberano o al representante del soberano, el gobernador general. También tiene responsabilidad ministerial sobre el Departamento del primer ministro y del Gabinete, que tiene su sede en la Colmena, en Wellington.
El cargo existe por una convención de larga data, que se originó en la antigua potencia colonial de Nueva Zelanda, el entonces Reino Unido de Gran Bretaña e Irlanda. La convención estipula que cuando el cargo queda vacante, el gobernador general debe seleccionar como primer ministro a la persona más probable de contar con el apoyo, o la confianza, de la Cámara de Representantes. El primer ministro y el Gabinete son colectivamente responsables de sus acciones ante el gobernador general, la Cámara de Representantes, su partido político y, en última instancia, el electorado nacional.
Originalmente, el jefe de gobierno tenía el título de "secretario colonial" o "primer ministro". Esto cambió en 1869 a "premier". Ese título se mantuvo en uso durante más de 30 años, hasta que Richard Seddon lo cambió a "primer ministro" en 1900, durante su mandato en el cargo. Tras la declaración de Nueva Zelanda como Dominio en 1907, el término primer ministro se ha utilizado exclusivamente en inglés. En maorí, el título pirimia, que significa "premier", sigue utilizándose. Los primeros ministros de Nueva Zelanda son denominados "El Muy Honorable", un privilegio que conservan de por vida.
Cuarenta y dos personas (treinta y nueve hombres y tres mujeres) han servido como primer ministro, el primero de los cuales fue Henry Sewell, que asumió el cargo el 7 de mayo de 1856 como premier. El primer ministro que más tiempo ha servido fue Richard Seddon, quien estuvo en el cargo durante más de 13 años, y el que menos tiempo estuvo fue Sewell, que sirvió dos semanas.

## Nombramiento y mandato
El gobernador general designa a un primer ministro, al igual que a otros cargos ministeriales, en nombre del monarca. Según las convenciones del gobierno responsable, el gobernador general convocará para formar un gobierno al individuo más probable de recibir el apoyo o la confianza de la mayoría de los miembros electos del parlamento. Al realizar este nombramiento, la convención requiere que el gobernador general actúe en función del resultado del proceso electoral y las discusiones posteriores entre los partidos políticos, mediante las cuales se identifica a la persona que liderará el gobierno como primer ministro. En la práctica, el cargo suele recaer en un primer ministro que sea el líder parlamentario del partido político más grande entre aquellos que forman el gobierno. El primer ministro puede liderar un gobierno de coalición y/o un gobierno minoritario dependiente del apoyo de partidos más pequeños durante votaciones de confianza y suministro.

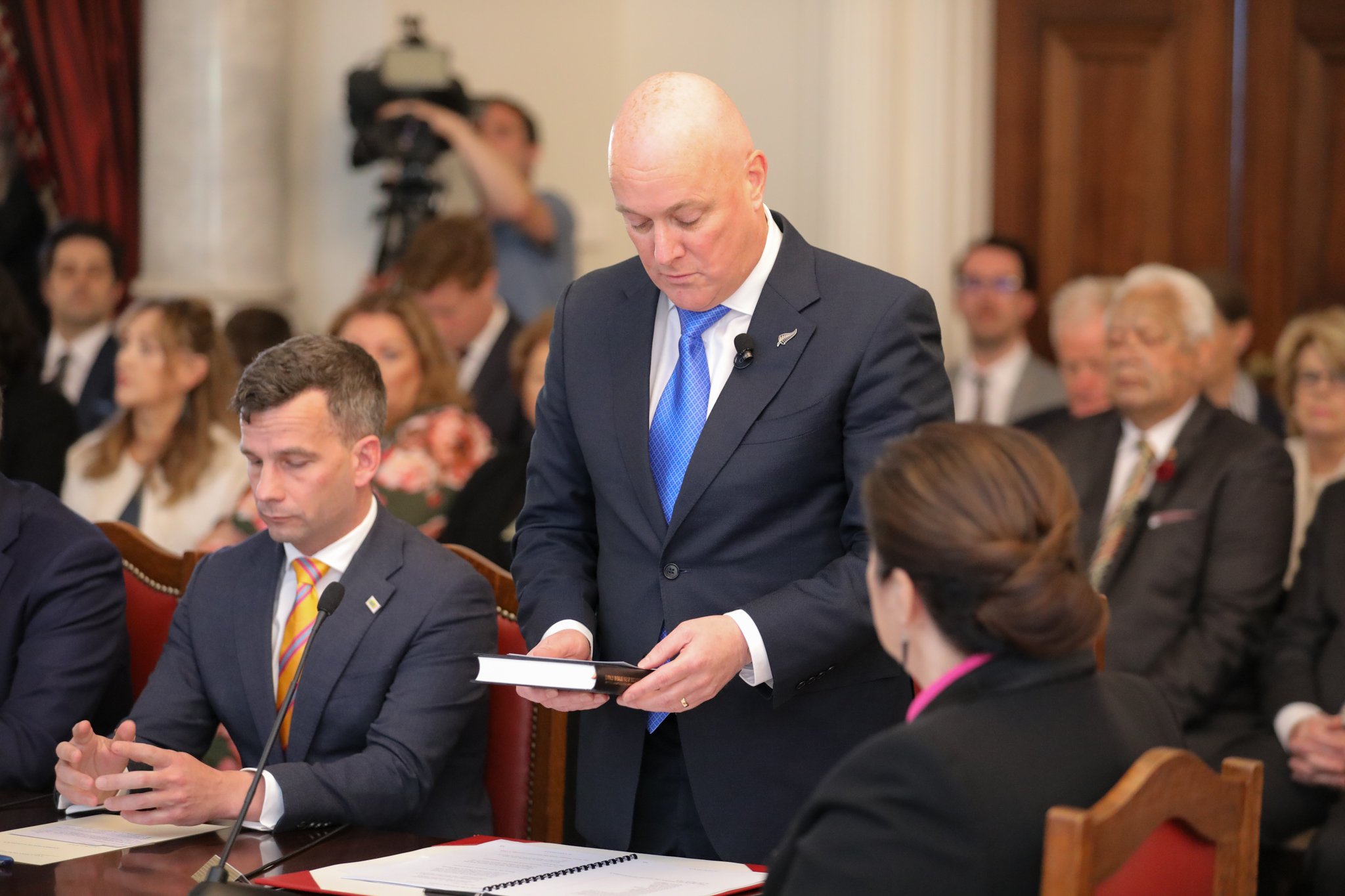
Christopher Luxon lee el juramento de lealtad el 27 de noviembre de 2023

Una vez designado y juramentado por el gobernador general, el primer ministro permanece en el cargo hasta su destitución, renuncia o fallecimiento en el cargo. Al igual que todos los ministros, ocupan el cargo "durante el placer del gobernador general", por lo que, teóricamente, el gobernador general puede destituir a un primer ministro en cualquier momento; sin embargo, la convención circunscribe en gran medida el poder para hacerlo. El gobernador general se reserva el poder para destituir a un primer ministro en ciertas circunstancias, como las relacionadas con una moción de censura contra el gobierno en la Cámara de Representantes.
Cuando un primer ministro, y por extensión el gobierno, ya no puede obtener la confianza de la Cámara, ya sea perdiendo una votación de confianza o como resultado de una elección, la convención dicta que deben presentar su renuncia al gobernador general. Como la Ley Constitucional de 1986 requiere elecciones generales cada tres años, este es el período máximo de tiempo que un primer ministro puede servir sin que su mandato sea renovado.

## Responsabilidades y poderes

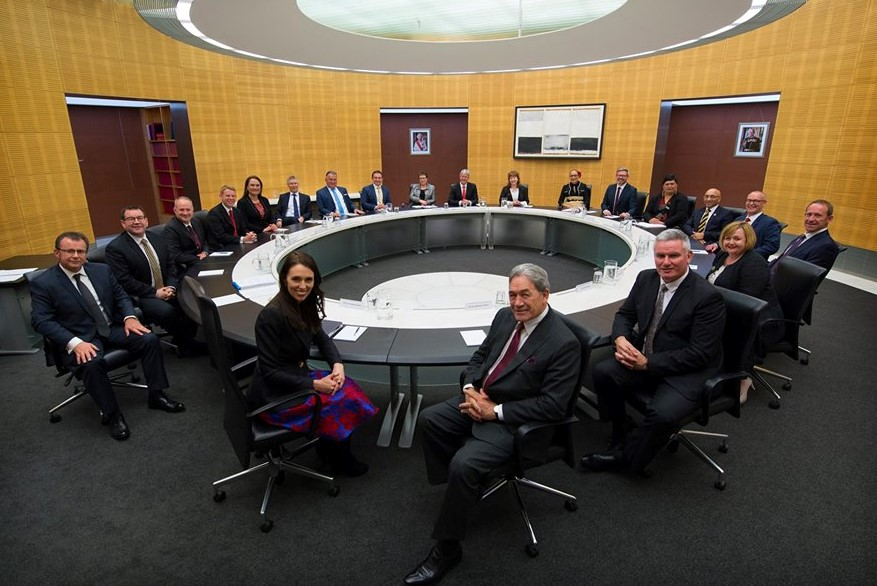
En la imagen de 2017, la entonces primera ministra Jacinda Ardern (en primer plano, a la izquierda del centro) preside su primera reunión del Gabinete, en la que se formula la política del Gobierno.

El cargo de primer ministro no está definido por leyes codificadas, sino por costumbres no escritas conocidas como convenciones constitucionales que se desarrollaron en Gran Bretaña y que Nueva Zelanda replicó. Estas convenciones dependen en su mayor parte del principio subyacente de que el primer ministro y los ministros compañeros no deben perder la confianza de la componente democráticamente elegida del parlamento, la Cámara de Representantes. El primer ministro es líder del Gabinete (en sí mismo un órgano existente por convención) y asume un papel coordinador.
El Manual del Gabinete proporciona un resumen de los poderes y responsabilidades del primer ministro.

### Principal asesor del soberano
Por convención constitucional, el primer ministro tiene el poder formal para asesorar al soberano. Esto significa que mientras el primer ministro tenga la confianza del parlamento, solo él puede asesorar al monarca sobre:
- Nombramiento o revocación del gobernador general.[nota 4]
- Modificaciones a las Cartas Patentes que Constituyen el Cargo de Gobernador General, lo cual ocurrió más recientemente en 2006.
- Concesión de honores neozelandeses (excepto los honores en el regalo personal del monarca).

### Principal asesor del gobernador general
Como jefe de gobierno, el primer ministro tiene el derecho exclusivo de asesorar al gobernador general para:
- Nombrar, destituir o aceptar la renuncia de ministros.[6]
- Disolver el parlamento y emitir una orden para que se celebren elecciones.[nota 5][6] El gobernador general puede rechazar el consejo de disolver el parlamento si el primer ministro ha perdido recientemente una votación de confianza (es decir, el gobernador general estaría utilizando sus poderes de reserva), pero hasta 2023 ninguno lo ha hecho.[15]

### Jefe de gobierno
La convención considera al primer ministro como "primus inter pares" (primero entre iguales). Si bien el primer ministro ocupa el cargo más alto en el gobierno, también debe adherirse a cualquier decisión tomada por el Gabinete, de acuerdo con la convención de responsabilidad ministerial colectiva. La capacidad real de un primer ministro para dar órdenes directas es en gran medida limitada; la mayor parte del poder del cargo se deriva de otros medios, tales como:
- Capacidad de establecer la agenda del Gabinete, controlando así los temas para discusión.[6] [nota 6]

- Capacidad de nombrar y destituir ministros, y asignar carteras.[nota 7]

- Influencia que se presume o se cree que tiene un primer ministro como líder del partido político dominante, lo que puede proporcionar un control más directo sobre los subordinados que el que está asociado al papel de primer ministro[16]
- Poder obtenido simplemente por ser central en la mayoría de las decisiones significativas y por tener el derecho de comentar y criticar cualquier decisión tomada por otros ministros

Desde la implementación del sistema electoral MMP (siglas en inglés para mixed-member proportional voting; representación proporcional mixta) en 1996, el papel del primer ministro en la negociación y mantenimiento de relaciones con los partidos de apoyo ha aumentado, lo que impone ciertas limitaciones a las habilidades del primer ministro.

### Otros roles y funciones
Los primeros ministros también asumen carteras adicionales (para dar prioridad a las áreas políticas). Históricamente, en el siglo XIX, los primeros ministros se encargaban de las carteras de secretario colonial y finanzas. A medida que Nueva Zelanda se desarrollaba, el papel de ministro de finanzas se volvía demasiado grande; el primer ministro Sir Robert Muldoon fue criticado por asumir la cartera de finanzas durante su mandato (1975-1984), ya que resultó en una gran concentración de poder en manos de un solo individuo.
Antes de 1987 era común que los primeros ministros asumieran el papel de ministro de relaciones exteriores, para poder representar a Nueva Zelanda en el escenario internacional. Los primeros ministros más recientes han asumido carteras relevantes a sus intereses, o para promover áreas específicas que consideraron importantes. Por ejemplo, David Lange asumió la cartera de educación en su segundo mandato; Helen Clark asumió el cargo de ministra de artes, cultura y patrimonio; John Key se desempeñó como ministro de turismo; y Jacinda Ardern se convirtió en ministra para la reducción de la pobreza infantil.
Aunque ya no es probable que sea el ministro de relaciones exteriores, el primer ministro sigue siendo responsable de dar la bienvenida a los jefes de gobierno extranjeros, visitar líderes en el extranjero y asistir a las reuniones de jefes de gobierno de la Mancomunidad de Naciones.
Convencionalmente, el primer ministro es el ministro responsable del Departamento del Primer Ministro y del Gabinete (fundado en 1990), que tiene la tarea de apoyar la agenda de política del Gabinete a través de asesoramiento político y la coordinación de la implementación de programas gubernamentales clave.
Antes de 2014, el primer ministro también era responsable del Servicio de Seguridad e Inteligencia de Nueva Zelanda (NZSIS,siglas en inglés para New Zealand Security and Intelligence Service) y de la Oficina de Seguridad de Comunicaciones del Gobierno (GCSB,siglas en inglés para Government Communications Security Bureau). En 2014, el primer ministro John Key se dio a sí mismo la nueva cartera de Seguridad Nacional e Inteligencia y delegó la responsabilidad del Servicio de Seguridad e Inteligencia y la Oficina de Seguridad de Comunicaciones del Gobiernoa otros ministros. También amplió el papel del Departamento del primer ministro y del Gabinete en seguridad e inteligencia. Este modelo ha sido seguido por los primeros ministros posteriores.

## Privilegios del cargo

### Salario y beneficios
Según la Ley de la Autoridad de Remuneración de 1977 y la Ley de Miembros del Parlamento (Remuneración y Servicios) de 2013, el salario de un primer ministro se determina anualmente por la Autoridad de Remuneración, un organismo independiente establecido por el parlamento para fijar los salarios de los miembros del parlamento y otros funcionarios gubernamentales. Los salarios de los miembros del parlamento se redujeron temporalmente durante la pandemia de COVID-19 en Nueva Zelanda; el salario del primer ministro es de NZ$471,049. Además, al igual que todos los demás ministros y miembros del parlamento, el primer ministro recibe asignaciones anuales para viajes y alojamiento, al igual que el cónyuge e hijos del primer ministro.

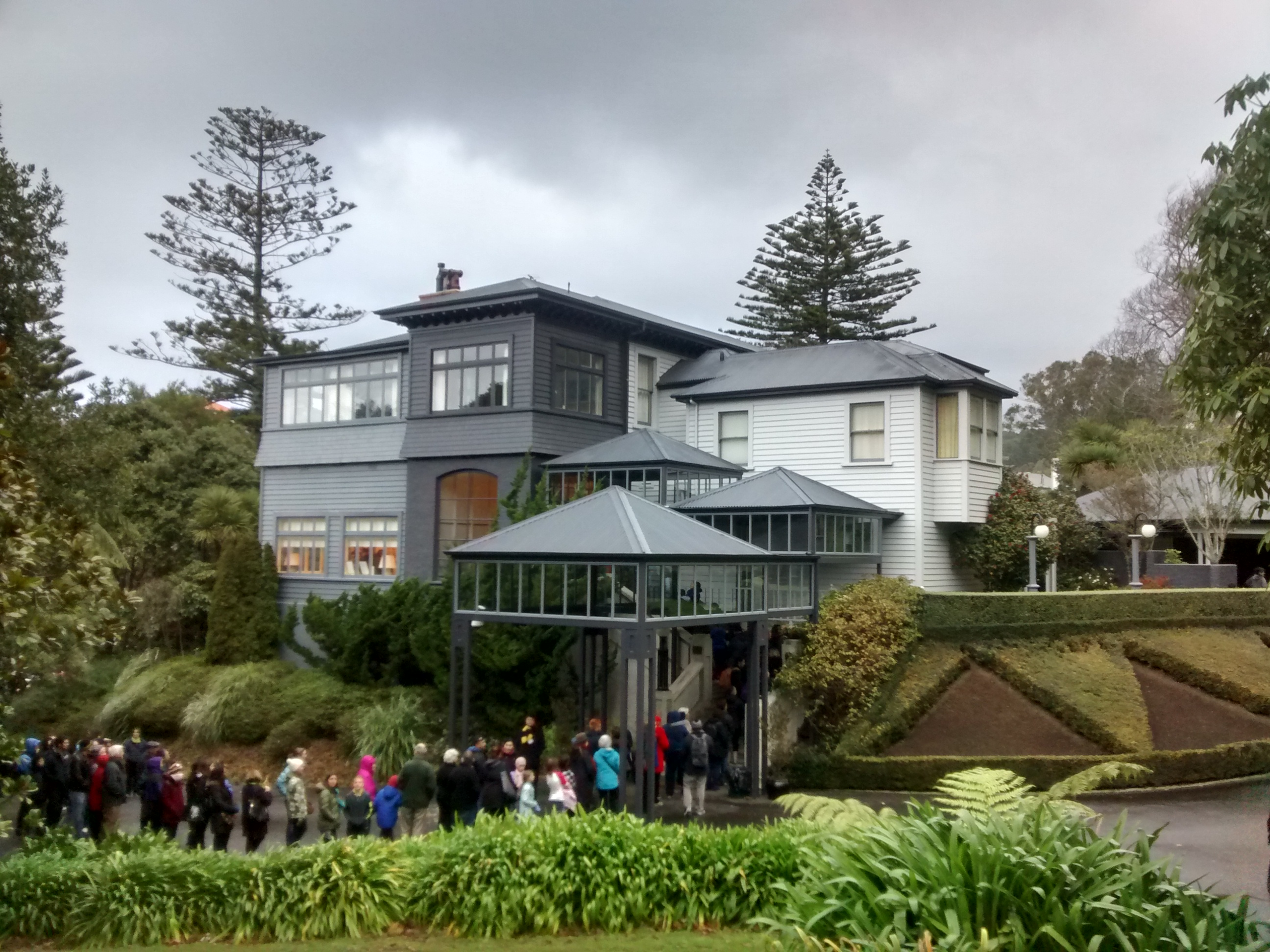
La Premier House de Wellington es la residencia del primer ministro.

La residencia oficial del primer ministro en funciones es Premier House, en la crreteraT inakori, Wellington. Allí el primer ministro organiza recepciones y eventos para invitados de Nueva Zelanda y extranjeros. A diferencia de las residencias de ciertos otros jefes de gobierno (por ejemplo, la Casa Blanca y el 10 de Downing Street), Premier House no sirve como la sede del gobierno; la ubicación de la oficina del primer ministro es la Colmena, en el recinto parlamentario a poca distancia. El trabajo gubernamental del primer ministro es apoyado por el Departamento del primer ministro y del Gabinete, no partidista. La Oficina Privada del primer ministro proporciona asesoramiento y apoyo en asuntos del partido político.
El estilo de "El Muy Honorable" (abreviado como "The Rt Hon") siempre se otorga al primer ministro al asumir el cargo. Los ex primeros ministros conservan este estilo durante el resto de sus vidas. La forma escrita de dirigirse al jefe de gobierno debe utilizar su título parlamentario completo según corresponda: El Muy Honorable seguido el nombre de la persona, en letras postnominales, primer ministro de Nueva Zelanda. También es tradicional que el monarca otorgue un título de caballero o dama a los primeros ministros después de dejar el cargo, y dos primeros ministros fueron nombrados caballeros mientras aún estaban en el cargo (a saber, Sir Keith Holyoake en 1970 y Sir Robert Muldoon en 1983).

### Seguridad y transporte
El Servicio de Protección Diplomática (siglas en inglés DPS, Diplomatic Protection Service) es una rama especial de la Policía de Nueva Zelanda encargada de proteger al primer ministro (y su familia) y a otros altos funcionarios gubernamentales, así como a diplomáticos.
El Servicio de Protección Diplomática proporciona al primer ministro transporte; son conducidos en los modelos BMW Serie 7 730LD y 750LI, este último de los cuales está blindado. Aunque generalmente vuelan domésticamente en vuelos programados regularmente de Air New Zealand, el primer ministro también hace uso de aviones de la Fuerza Aérea de Nueva Zelanda, generalmente Boeing 757. Los aviones 757, que se utilizan para viajes internacionales, han sido actualizados con estaciones de trabajo, escaleras de aire internas y capacidades de comunicaciones militares. Se espera que la flota de 757 sea reemplazada para 2028.

### Después del cargo
Los ex titulares del cargo tienen derecho a pagos vitalicios de anualidad y viaje. Los ex primeros ministros que ocuparon el cargo durante no menos de dos años tienen derecho a una tasa anual de $10,900 por cada año completo que la persona ocupó el cargo, con un máximo de $54,500 pagaderos anualmente. Los ex primeros ministros, al viajar dentro de Nueva Zelanda, son elegibles para recibir pago si el viaje es con el propósito de cumplir compromisos relacionados con su papel como ex primer ministro.
En caso de fallecimiento de un primer ministro en ejercicio o ex primer ministro, se le otorga un funeral de estado (sujeto a la aprobación de la familia). Dos primeros ministros que fallecieron en el cargo fueron enterrados en mausoleos: William Massey (fallecido en 1925) en el monumento conmemorativo Massey en Wellington, y Michael Joseph Savage (fallecido en 1940) en el monumento conmemorativo Savage en Bastion Point en Auckland.

## Historia

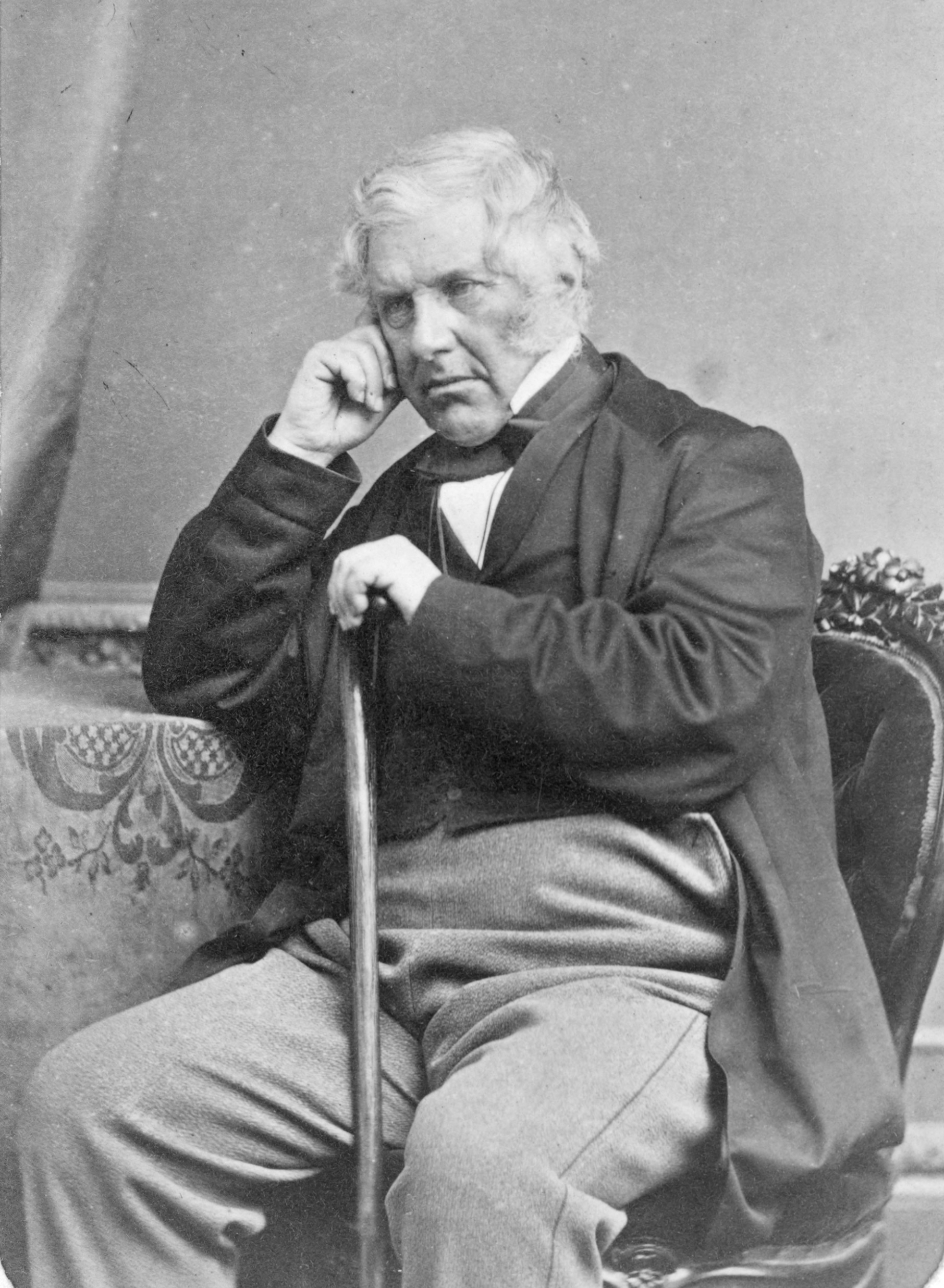
Henry Sewell, considerado el primer primer ministro de Nueva Zelanda

Suponiendo que Henry Sewell sea contado como el primer primer ministro, 42 individuos han ocupado el cargo desde su establecimiento. Algunas de estas personas lo han ocupado en varias ocasiones separadas, siendo el récord de mayor número de veces compartido entre William Fox y Harry Atkinson (ambos sirvieron cuatro veces). El período más largo que alguien ha ocupado el cargo es de 13 años, un récord establecido por Richard Seddon. El primer titular del cargo, Henry Sewell, lideró el país durante el tiempo total más corto; su único mandato duró solo 13 días. El mandato más corto perteneció a Harry Atkinson, cuyo tercer mandato duró solo siete días, pero Atkinson sirvió más tiempo en total que Sewell. El más joven fue Edward Stafford, quien fue nombrado primer ministro en 1856, con 37 años y 40 días de edad. El más viejo fue Walter Nash, quien tenía 78 años cuando dejó el cargo en 1960 (y 75 al asumir el cargo en 1957).
Se considera que todos los primeros ministros de Nueva Zelanda hasta ahora han sido Pākehā (europeos de Nueva Zelanda), en su mayoría de ascendencia británica e irlandesa. Hubo especulaciones persistentes durante su vida de que Norman Kirk (Primer ministro de 1972 a 1974) era maorí y tenía ascendencia Kāi Tahu; nunca se identificó públicamente como tal, y no hay pruebas sustanciales para la afirmación.
Nueva Zelanda es uno de los pocos países en el mundo que ha tenido tres mujeres como jefas de gobierno, y uno de los tres países que ha tenido una jefa de gobierno mujer que sucedió directamente a otra. La primera primera ministra fue Jenny Shipley del Partido Nacional, quien reemplazó a Jim Bolger a fines de 1997; Shipley fue sucedida por Helen Clark en 1999. Jacinda Ardern, la segunda líder mujer del Partido Laborista después de Clark, se convirtió en primera ministra en 2017.

### Primeros líderes
Al convertirse en la Colonia de Nueva Zelanda en 1841, Nueva Zelanda fue gobernada directamente por un gobernador, nombrado por el Ministerio de las Colonias en Gran Bretaña. El autogobierno se estableció en 1853, siguiendo el Acta de Constitución de Nueva Zelanda de 1852, y el Primer Parlamento se reunió el 24 de mayo de 1854.
Los orígenes del cargo de primer ministro son disputados. El uso de las palabras primer ministro como término descriptivo se remonta al Primer Parlamento, donde se aplican a James FitzGerald y Thomas Forsaith. Sin embargo, FitzGerald y Forsaith no tenían títulos oficiales, y Nueva Zelanda aún no había obtenido el autogobierno. Por ello, generalmente no se los considera primeros ministros en sentido sustantivo.
La primera persona en ser formalmente designada para un cargo de liderazgo ejecutivo fue Henry Sewell, quien formó un breve ministerio en abril de 1856, al comienzo del Segundo Parlamento. A pesar de su papel de liderazgo formal, su único título real era "secretario colonial", un cargo comparable a un ministro de asuntos internos. Su sucesor, William Fox, también recibió un papel de liderazgo formal, pero no era secretario colonial. En 1864, cuando Frederick Weld se convirtió en la sexta persona designada para el liderazgo formal, apareció un título de liderazgo sustantivo, "premier". El sucesor de Weld, Edward Stafford, cambió brevemente el título a "primer ministro", pero pronto se restauró a premier durante la segunda tenencia de Fox en 1869. A partir de ese momento, el título "premier" se usó casi exclusivamente durante el resto del siglo XIX. Sin embargo, en el Cronograma de la Lista Civil de 1873, se hizo provisión para el salario del jefe de gobierno "siendo el primer ministro".
Inicialmente, los primeros ministros actuaban solo como asesores del gobernador, con el gobernador en ocasiones siendo un socio muy activo. Esto comenzó a cambiar durante la primera tenencia de Edward Stafford. Stafford se reunía con sus ministros y tomaba decisiones fuera del Consejo Ejecutivo (presidido por el gobernador), estableciendo así la convención moderna del gobierno de gabinete. Stafford también entró en conflicto con el gobernador sobre el control de los asuntos indígenas, que eventualmente pasarían a estar dentro de los poderes del primer ministro.

### Liderazgo partidario

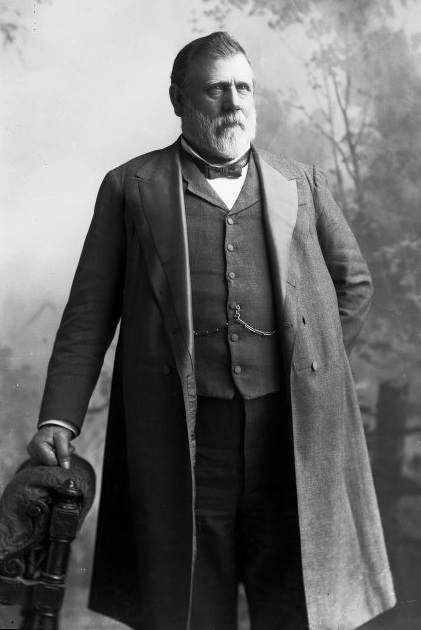
Richard Seddon se autoproclamó "primer ministro" a principios del.

Inicialmente, los primeros ministros fueron apoyados por facciones no organizadas basadas en intereses personales, y sus gobiernos tuvieron una vida corta. La posición política del primer ministro se vio reforzada por el desarrollo de partidos políticos modernos. El primer ministro John Ballance organizó el primer partido formal en Nueva Zelanda, el Partido Liberal, formando el Gobierno Liberal en 1891. Hubo poca oposición parlamentaria real hasta 1909, cuando William Massey organizó su facción conservadora para formar el Partido Reformista. A partir de entonces, el poder político se centró en los partidos y sus líderes. (Los gobiernos subsiguientes fueron dirigidos por primeros ministros de los partidos Reformista, Unido, Laborista y Nacional). Aunque no todos los gobiernos tendrían una gran mayoría, el sistema de partidos y el estricto control de los miembros del partido por parte de los whips ayudaron a los jefes de gobierno a dirigir el paso de la legislación en la Cámara de Representantes. En 1893, el primer ministro obtuvo la capacidad de restringir el mandato de las designaciones al Consejo Legislativo.
Después de 1900, Richard Seddon, el jefe de gobierno en funciones, utilizó el título de "primer ministro". El cambio de título se reflejó en el Anuario Oficial de Nueva Zelanda de ese año. El sucesor inmediato de Seddon, William Hall-Jones, fue el primero en jurar como "primer ministro" en 1906.
El creciente poder del primer ministro se mantuvo bajo control por la necesidad de construir consenso con otros miembros destacados del Gabinete y del partido gobernante, incluidos aquellos que representaban diversas corrientes ideológicas del partido. Otras instituciones, incluido el propio Parlamento y la burocracia estatal más amplia, también actuaron como límites al poder del primer ministro; en 1912, Thomas Mackenzie fue el último primer ministro en perder el poder a través de una moción de confianza fallida en la Cámara de Representantes.

### Hacia el liderazgo moderno
Un cambio provocado por la Primera Guerra Mundial fue la participación directa en el gobierno del Imperio Británico. Anteriormente, los primeros ministros de Nueva Zelanda habían asistido a conferencias coloniales e imperiales ocasionales, pero de lo contrario se comunicaban con Londres a través del gobernador (un cargo entonces designado por el gobierno británico). En 1917, el primer ministro británico David Lloyd George ofreció al primer ministro de Nueva Zelanda un asiento en el Gabinete de Guerra Imperial, el organismo coordinador de la guerra del Imperio Británico. En 1919, William Massey firmó el Tratado de Versalles en nombre de Nueva Zelanda, señalando la independencia de Nueva Zelanda dentro del Imperio, aunque Massey minimizó el evento como un imperialista ardiente.
Las convenciones constitucionales adoptadas en 1930, tras la Conferencia Imperial celebrada ese año, aumentaron el prestigio nacional e internacional del primer ministro. La Ley del Estatuto de Westminster de 1931 confirmó que los Dominios tenían poder exclusivo para hacer sus leyes. Nueva Zelanda inicialmente resistió una mayor autonomía y no adoptó el estatuto hasta 1947. Cada vez más, Nueva Zelanda comenzó a actuar de manera independiente en asuntos exteriores. Durante la década de 1940, el perfil del primer ministro aumentó a medida que Nueva Zelanda firmó una serie de tratados internacionales. En 1967, Keith Holyoake se convirtió en el primer ministro de Nueva Zelanda en seleccionar candidatos para el cargo de gobernador general sin ninguna participación del gobierno británico. Holyoake aconsejó a la monarca, la Reina Isabel II, que designara a Sir Arthur Porritt, el primer gobernador general nacido en Nueva Zelanda.

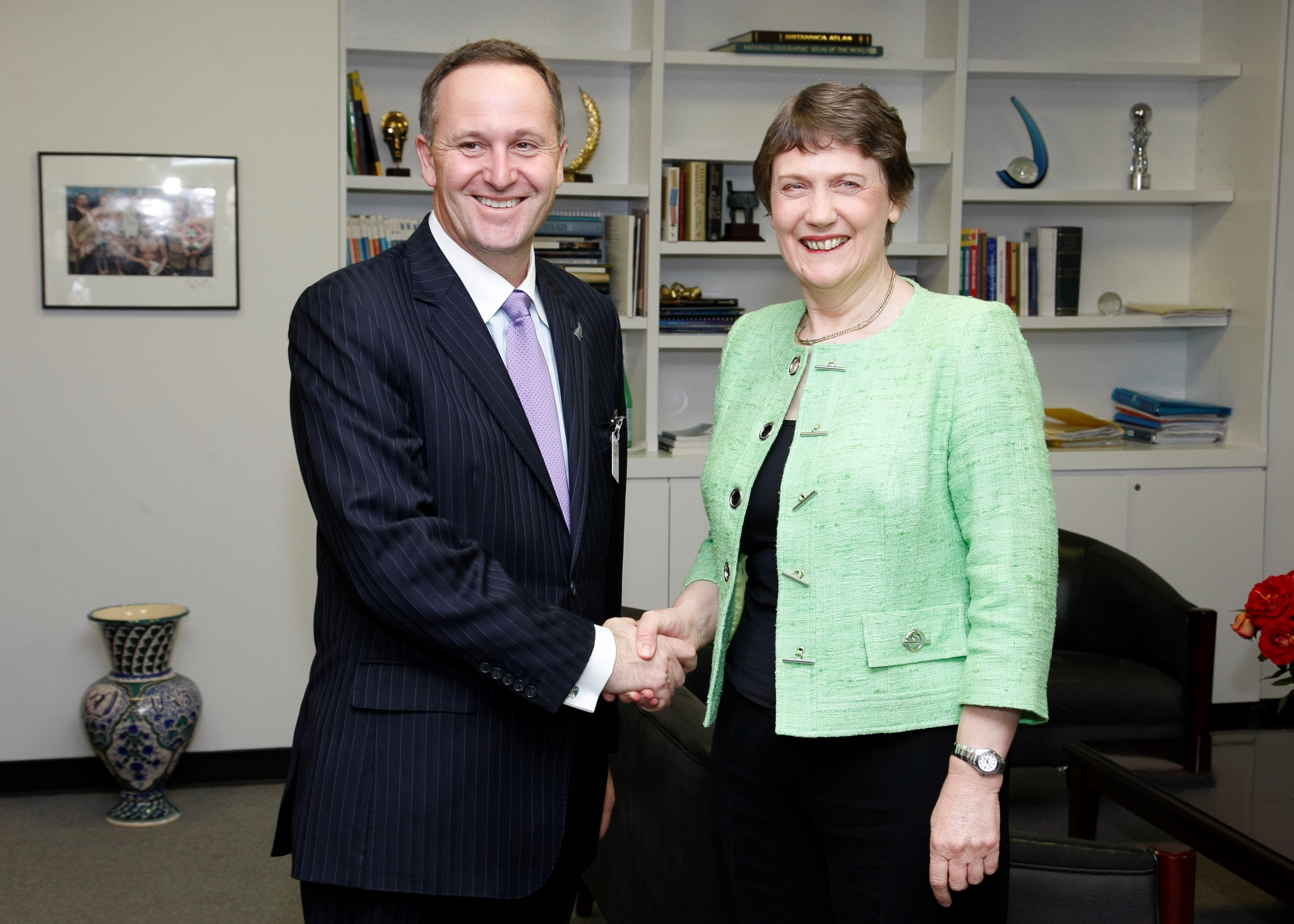
Los 37.º y 38.º Primeros Ministros de Nueva Zelanda, fotografiados en 2009: John Key con su predecesora, Helen Clark.

Después de la introducción del sistema de representación proporcional mixta (siglas en inglés MMP, Mixed-Member Proportional voting) en 1996, los primeros ministros han tenido que gestionar gobiernos minoritarios. La habilidad para gestionar el MMP fue ejemplificada por los nueve años de Helen Clark como primera ministra (1999-2008), cuando su gobierno laborista permaneció en el poder gracias a una serie de acuerdos de confianza y suministro con cinco partidos más pequeños.
Hasta el mandato de Helen Clark, era costumbre que los miembros principales del legislativo, ejecutivo y judicial, incluido el primer ministro, fueran nombrados para el Consejo Privado Británico, otorgándoles el estilo "El Muy Honorable". Esta práctica fue descontinuada al mismo tiempo que la abolición de los caballeros y damas en 2000 del sistema de honores reales de Nueva Zelanda. John Key del Partido Nacional se convirtió en primer ministro en 2008 y se movió para restaurar los honores titulares, pero no reanudó los nombramientos al Consejo Privado, lo que significaba que Key era estilizado como "El Honorable". El 3 de agosto de 2010, la Reina otorgó al primer ministro, junto con el gobernador general, el presidente de la Cámara de Representantes y el presidente del Tribunal Supremo, el estilo "El Muy Honorable" al ser nombrado.
El 21 de junio de 2018, Jacinda Ardern del Partido Laborista se convirtió en la primera ministra de Nueva Zelanda (y la segunda jefa de gobierno elegida en el mundo) en dar a luz mientras estaba en el cargo. Ardern también fue la primera ministra en liderar un gobierno mayoritario de un solo partido desde la introducción del MMP, haciéndolo desde 2020 hasta 2023.

## Vice primer ministro
Un cargo titulado "vice primer ministro" ha existido desde 1949.  El vice primer ministro generalmente ocupa carteras ministeriales importantes y por convención, se convierte en primer ministro interino en ausencia o incapacidad del primer ministro. Comúnmente, el vice primer ministro es miembro del mismo partido que el primer ministro, pero no necesariamente; en gobiernos de coalición, el líder parlamentario de un partido junior puede ser ofrecido el puesto. Winston Peters, líder de Nueva Zelanda Primero, ha sido vice primer ministro desde el 27 de noviembre de 2023.